# オーレリアン・チュアメニ
オーレリアン・ジャニ・チュアメニ（フランス語: Aurélien Djani Tchouaméni, 2000年1月27日 - ）は、フランス・ルーアン出身のサッカー選手。フランス代表。レアル・マドリード所属。ポジションはMF。

## クラブ経歴

### 幼少期
チュアメニはカメルーン系フランス人として生まれ、父フェルナンは薬剤師兼製薬会社のマネージャーとして家族を支えた。チュアメニはルーアンで生まれたが、その父親の仕事の影響で1歳の時にディジョンへ、2005年にはボルドーへと移住するなどフランス各地を転々とした。
チュアメニが5歳のとき、父親が会社のサッカークラブでプレーしている姿がきっかけとなりサッカーを始め、地元ボルドーのアマチュアクラブであるSJアルティーグでキャリアをスタートさせた。ここではフォワードとしてプレーしており、その才能に目を付けたいくつかのプロクラブからオファーが届くが、12歳までは楽しんでサッカーをしてほしいという父親の希望によって、2011年にFCジロンダン・ボルドーのユースチームに入団した。

### ボルドー
ボルドーのユースチームに入団した当初はストライカーとして育成されたが、U-14で攻撃的な中盤の選手となり、現在のポジションでキャリアを歩むことになったのはU-18のユースチームに所属してからである。2017年11月10日、17歳にしてクラブと自身初のプロ契約を結び、2018年には高校を卒業してプロサッカー選手としての道に進むことを決意した。
ボルドーでのトップチームデビューは、2018-19シーズン開幕直後の2018年7月26日に行われたUEFAヨーロッパリーグ予選2回戦のFKヴェンツピルス戦であった。8月9日の同じくヨーロッパリーグ予選FCイリチヴェツ・マリウポリ戦にてプロ初ゴールを記録した。

### モナコ

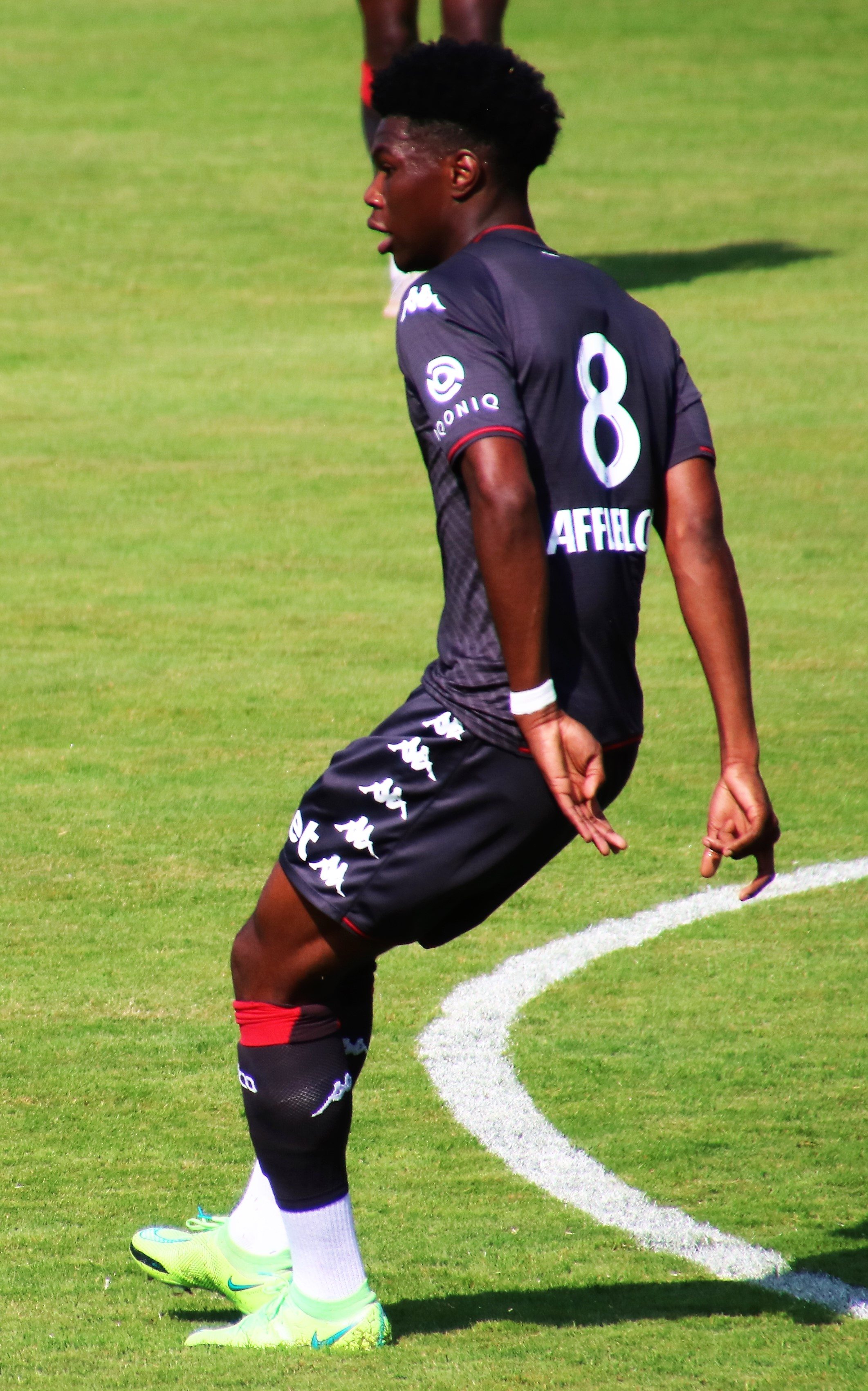
ASモナコでのチュアメニ (2021年)

2020年1月29日、4年半契約でASモナコに移籍した。加入直後の2月1日、ニーム・オリンピック戦でデビューしたが、試合には0-3で敗れた。ウィンターブレイクでクラブの監督がレオナルド・ジャルディムからロベルト・モレノに交代すると、出場機会を失った。
モナコ加入後初のフルシーズンを迎えることになった2020-21シーズン、ユスフ・フォファナと共に中盤でコンビを組み、2021年1月23日のオリンピック・マルセイユ戦でモナコでの初得点を挙げた。2月にはファン選出の月間MVPに選ばれるなど、クラブの中心選手としてプレーしたが、パリ・サンジェルマンFCとのクープ・ドゥ・フランス決勝では0-2で敗戦し、キャリア初のタイトル獲得には至らなかった。シーズン終了後、トロフェ・UNFP・デュ・フットボールのシーズン最優秀若手選手に選出された。

### レアル・マドリード
2022年6月11日、レアル・マドリードに移籍し、6年契約を交わした。8月10日、第2節のセルタ・デ・ビーゴ戦ではカゼミーロの移籍に伴い、アンカーでスタメン出場した。9月18日に行われたアトレティコ・マドリードとのダービーにおいても、チームトップとなる6度のクリア、2回のタックル成功数、インターセプト数2回と守備面だけでなくパス成功率91.5%を達成。浮き球のパスでロドリゴのゴールもアシストするなど攻守に活躍した。
2023年9月30日、ジローナFC戦で移籍後初ゴールを挙げ、勝利に貢献した。10月7日のCAオサスナ戦や12月22日のデポルティーボ・アラベス戦ではエデル・ミリトン、ダヴィド・アラバの負傷に加えナチョ・フェルナンデスの出場停止や退場により本来のポジションではないセンターバックでプレーした。

## 代表経歴
フランス代表としてU-16から全ての年代別代表に招集された。2021年、ASモナコでの活躍からUEFA U-21欧州選手権2021を戦うU-21フランス代表に招集され、レギュラーとしてプレーした。しかし、チームはベスト8のU-21オランダ代表戦に敗れ、大会を後にした。
2021年8月26日、9月に行われる2022 FIFAワールドカップ・予選の3試合に臨むフランスA代表から初招集を受けた。9月1日、3連戦初戦のボスニア・ヘルツェゴビナ代表戦にて、トマ・レマルとの途中交代でA代表初キャップを刻んだ。2022年3月25日、コートジボワール代表との親善試合に出場し、A代表での初得点を挙げた。
2022年、ワールドカップカタール大会のメンバーに選出され、準々決勝のイングランド戦ではミドルシュートでゴールを挙げて準決勝進出に貢献した。しかし、決勝のアルゼンチン戦では延長PK戦でコマンと共にPKを決められず、チームは2大会連続優勝を逃した。

## 個人成績

### クラブ
2023-24シーズン終了時点
| クラブ             | シーズン     | リーグ戦     | リーグ戦 | リーグ戦 | カップ戦 | カップ戦 | 国際大会 | 国際大会 | その他 | その他 | 合計 | 合計 |
| クラブ             | シーズン     | ディビジョン | 出場     | 得点     | 出場     | 得点     | 出場     | 得点     | 出場   | 得点   | 出場 | 得点 |
| ------------------ | ------------ | ------------ | -------- | -------- | -------- | -------- | -------- | -------- | ------ | ------ | ---- | ---- |
| ボルドー           | 2018-19      | リーグ・アン | 10       | 0        | 0        | 0        | 9        | 1        | 0      | 0      | 19   | 1    |
| ボルドー           | 2019-20      | リーグ・アン | 15       | 0        | 1        | 0        | -        | -        | 2      | 0      | 18   | 0    |
| ボルドー           | 通算         | 通算         | 25       | 0        | 1        | 0        | 9        | 1        | 2      | 0      | 37   | 1    |
| モナコ             | 2019-20      | リーグ・アン | 3        | 0        | 0        | 0        | -        | -        | 0      | 0      | 3    | 0    |
| モナコ             | 2020-21      | リーグ・アン | 36       | 2        | 6        | 1        | -        | -        | 0      | 0      | 42   | 3    |
| モナコ             | 2021-22      | リーグ・アン | 35       | 3        | 4        | 1        | 11       | 1        | 0      | 0      | 50   | 5    |
| モナコ             | 通算         | 通算         | 74       | 5        | 10       | 2        | 11       | 1        | 0      | 0      | 95   | 8    |
| レアル・マドリード | 2022-23      | ラ・リーガ   | 33       | 0        | 4        | 0        | 10       | 0        | 3      | 0      | 50   | 0    |
| レアル・マドリード | 2023-24      | ラ・リーガ   | 27       | 3        | 1        | 0        | 8        | 0        | 2      | 0      | 38   | 3    |
| レアル・マドリード | 通算         | 通算         | 60       | 3        | 5        | 0        | 18       | 0        | 5      | 0      | 88   | 3    |
| キャリア通算       | キャリア通算 | キャリア通算 | 159      | 8        | 16       | 2        | 38       | 2        | 7      | 0      | 220  | 12   |

### 代表
出場大会
- U-17フランス代表
  - 2017年 - UEFA U-17欧州選手権2017
  - 2017年 - 2017 FIFA U-17ワールドカップ

- U-21フランス代表
  - 2021年 - UEFA U-21欧州選手権2021

- フランス代表
  - 2022年 - UEFAネーションズリーグ2022-23
  - 2022年 - 2022 FIFAワールドカップ

試合数
2024年7月16日現在
- 国際Aマッチ 36試合3得点（2021年 - ）[24]

| フランス代表 | 国際Aマッチ | 国際Aマッチ |
| 年           | 出場        | 得点        |
| ------------ | ----------- | ----------- |
| 2021         | 7           | 0           |
| 2022         | 14          | 2           |
| 2023         | 8           | 1           |
| 2024         | 7           | 0           |
| 通算         | 36          | 3           |

得点
| #  | 開催日         | 開催地                                 | 対戦国           | スコア | 結果 | 大会                    |
| -- | -------------- | -------------------------------------- | ---------------- | ------ | ---- | ----------------------- |
| 1. | 2022年3月26日  | マルセイユ、スタッド・ヴェロドローム   | コートジボワール | 2-1    | 2-1  | 親善試合                |
| 2. | 2022年12月10日 | アル＝ハウル、アル・バイト・スタジアム | イングランド     | 1-0    | 2-1  | 2022 FIFAワールドカップ |
| 3. | 2023年9月7日   | パリ、パルク・デ・プランス             | アイルランド     | 1-0    | 2-0  | UEFA EURO 2024予選      |

## タイトル

### クラブ
レアル・マドリード
- ラ・リーガ : 1回 (2023-24)
- コパ・デル・レイ : 1回 (2022-23)
- スーペルコパ・デ・エスパーニャ : 1回 (2023-24)
- UEFAチャンピオンズリーグ : 1回 (2023-24)
- UEFAスーパーカップ : 2回 (2022, 2024)
- FIFAクラブワールドカップ : 1回 (2022)

### 代表
フランス代表
- UEFAネーションズリーグ : 1回 (2020-21)

### 個人
- リーグ・アン年間最優秀若手選手賞 : 1回 (2020-21)
- リーグ・アン年間ベストイレブン : 2回 (2020-21, 2021-22)